# CANSLIM
CAN SLIM là một phương pháp chọn mua chứng khoán nổi tiếng được nhiều người biết đến do William O'Neil - người sáng lập ra tờ Investor's Business Daily, sáng tạo ra. Phương pháp này chọn mua chứng khoán bao hàm cả phân tích cơ bản và phân tích kĩ thuật.

## Thành phần viết tắt
(1) C = Lãi ròng trên mỗi cổ phần quý hiện tại hay gọi nôm na là “EPS quý hiện tại” (Current Earning Per Share), tiêu chuẩn này yêu cầu EPS tăng dần và tăng càng cao càng tốt. Có thể kể đến mức EPS hấp dẫn và tăng đều như cổ phiếu FPT, SZE, PJS…. So sánh lãi sau thuế chứ không phải eps vì eps có thể giảm khi cổ phiếu chia tách nhiều hơn mặc cho lãi sau thuế của công ty tiếp tục tăng. So sánh cần mang tính chu kì năm để tránh các khoản thu một lần và các khoản thu mang tính chu kì
(2) A = Tỷ lệ tăng trưởng lợi nhuận hàng năm (Annual Earning Increases). Điều này có nghĩa là cổ phiếu tốt là cổ phiếu có mức gia tăng lợi nhuận đều đặn năm sau so với năm trước (chỉ tiêu thông thường được tính cho 03 năm) và nhà đầu tư cần đặc biệt lưu ý tới các cổ phiếu có mức gia tăng lợi nhuận hàng năm trên vốn cổ phần đạt từ (ROE) từ 17% trở lên, những công ty tốt nhất sẽ có lợi suất từ 25% - 50%. Có thể lấy ví dụ như SZE, …
(3) N = Những thông tin mới về công ty như sản phẩm mới, ban lãnh đạo mới, đỉnh giá mới... (New Products, New Management, New highs). Thực tiễn cho thấy, giá cổ phiếu tăng thường gắn với một điều gì đó mới mẻ từ công ty.
(4) S = Quan hệ cung cầu của cổ phiếu (Supply and Demand). Cổ phiếu cũng là một loại hàng hoá, do vậy, giá cả chịu sự điều chỉnh của quan hệ cung cầu. Cách tốt nhất để ước lượng cung cầu của một cổ phiếu là theo dõi số lượng cổ phần giao dịch hàng ngày của nó. Nếu một cổ phiếu giảm giá, khối lượng giao dịch không tăng thể hiện không có áp lực bán ra đáng kể, ngược lại, khi nó tăng giá khối lượng sẽ tăng dần thể hiện cổ phiếu đang được mua vào.
(5) L = Xem xét vai trò của cổ phiếu đó trên thị trường là cổ phiếu “dẫn đầu” hay chỉ là cổ phiếu “đội sổ” (leader/laggard). Hãy chỉ quan tâm đến cổ phiếu dẫn đầu trên thị trường và tránh xa những cổ phiếu “đội sổ” mặc dù giá cổ phiếu đó đã giảm rất mạnh và chỉ ngang cốc trà đá. Có thể kể đến các cổ phiếu dẫn dắt thị trường như VNM, VCB, SZE, FPT…
(6) I = Sự quan tâm của các tổ chức, định chế tài chính lớn đến cổ phiếu (Institutional Sponsorship). Nhà đầu tư sẽ an tâm hơn để đầu tư khi cổ phiếu mà mình đầu tư cũng được sự quan tâm và mua vào của các tổ chức lớn, các thiết chế tài chính lớn và có uy tín. Các quỹ ETF và các quỹ đầu tư nước ngoài, các quỹ đầu tư lớn… nếu quan tâm và mua vào một cổ phiếu trên thị trường thì cổ phiếu đó đã được nghiên cứu rất kỹ và sẽ có một xu hướng tăng khá mạnh. Như các cổ phiếu được các quỹ nước ngoài yêu thích như: VNM, FPT, VCB…
(7) M = Xu hướng thị trường (Market Direction) là yếu tố quan trọng quyết định sự thành bại của phương án đầu tư. Hãy xác định xu hướng chung thị trường và sự vận động của các dòng cổ phiếu để lên kế hoạch trading hiệu quả.
Thực tế, để tìm được một cổ phiếu hội tụ toàn bộ 7 yếu tố trên là rất khó, vậy nên, những yếu tố trên chỉ mang tính lý thuyết để lựa chọn cổ phiếu, và tìm ra những cổ phiếu gần đủ các yếu tố trên cũng đã đảm bảo rằng nhà đầu tư đã lựa chọn được danh mục ít rủi ro trong hàng trăm mã cổ phiếu trên thị trường.